# 寸又峡温泉
寸又峡温泉（すまたきょうおんせん）は、静岡県榛原郡川根本町（旧本川根町）にある温泉。

## 泉質
- 硫黄泉
  - 源泉温度43.7°C
  - 湧出量毎分540リットル

美肌効果があるとされ、「美人の湯」といわれる。

## 温泉街
南アルプスの南端部の山間、寸又峡に8軒の旅館・民宿が存在する。中には町営の露天風呂も存在する。ツーリングの名所でもあり、休日になるとオートバイがよく集まる。

## 歴史
1962年（昭和37年）にボーリングにより源泉開発が行われ、温泉街が開かれた。温泉自体は1889年（明治22年）から北側の湯山地区に存在したが、大間ダム建設とともに沈んだ。源泉もこの地区にある。この温泉の名前を全国区にしたのが、1968年（昭和43年）の金嬉老事件である。
1951年（昭和26年）から1963年（昭和38年）まで、千頭森林鉄道千頭駅〜尾崎坂にて、寸又峡温泉への宿泊客用に列車が運行されていた。客車「すまた1号 - 3号」は地元の観光協会が用意したもので、元浜松電気鉄道のガソリンカーを改造した車両であった。この客車を中部電力所有の機関車で牽引した。

## アクセス
- 車：静岡県道77号川根寸又峡線終点
- 鉄道：大井川鐵道大井川本線千頭駅よりバスで約40分。